# Roland de Bodt
 (septembre 2016).
 (septembre 2016).
Si vous disposez d'ouvrages ou d'articles de référence ou si vous connaissez des sites web de qualité traitant du thème abordé ici, merci de compléter l'article en donnant les références utiles à sa vérifiabilité et en les liant à la section « Notes et références ».
Œuvres principales
- Le cercle ouvert
- Démocratie*
- Les Quinze contre les droits de l'homme ?
- Démocratie et droits fondamentaux
- Le Symbole de la fidélité au genre humain

Roland de Bodt, né en 1957, est un chercheur et auteur du Hainaut (Belgique).

## Biographie
Roland de Bodt est diplômé du Centre d'études théâtrales de l'université catholique de Louvain-la-Neuve (Belgique).
Dès le début des années 1990, Roland de Bodt exerce plusieurs métiers dans les domaines de la formation et de l'action culturelles. Dans ces différentes circonstances, il se spécialise dans l'étude et la promotion de la Déclaration universelle des droits de l'homme (ONU 1948).   
Il est directeur de recherches pour l'Observatoire des politiques culturelles de la Fédération Wallonie-Bruxelles.   

## Œuvres
Il est notamment l'auteur de : 
- Le Cercle ouvert, Mons, Racines Textes, 1998, 106 p.
- Démocratie*, Luc Pire, 2002 (ISBN 978-2-87415-021-0)
- Les Quinze contre les droits de l'homme ?, La Renaissance du Livre, 2002, 110 p. (ISBN 2-87415-141-6)
- Démocratie et droits fondamentaux, Mons, Le Chariot, 2005, 60 p.
- Le Symbole de la fidélité au genre humain, Mons, Le Chariot, 2009, 109 p.
- L'oiseau peut-il suspendre la tempête ?, Ed. du Cerisier, 2010.
- L'humanité en nous -  Pour une culture de la démocratie, Ed. du Cerisier, 2015.